# Juniata River
Der Juniata River ist ein 145 km langer Nebenfluss des Susquehanna River im Zentrum von Pennsylvania in den Vereinigten Staaten. Der Fluss gilt mit seinem breiten, flachen Bett auf Teilabschnitten als malerisch und fließt zwischen mehreren Bergketten und durch steilwandige Durchbruchstäler. Er bildete im frühen 18. Jahrhundert eine Grenzregion in Pennsylvania und war Schauplatz von Angriffen der Indianer gegen weiße Siedlungen während des Franzosen- und Indianerkrieges. Das zu etwa zwei Dritteln bewaldete Einzugsgebiet des Flusses umfasst ein Gebiet von etwa 8800 km² und bildet etwa ein Achtel des Einzugsgebietes des Susquehanna Rivers. Der Fluss ist der zweitgrößte Nebenfluss des Susquehanna Rivers, nach dessen West Branch.

## Lauf
Der Juniata River hat seinen Ursprung im Zentrum des Huntingdon Countys in der kleinen Siedlung Ardenheim, etwa 5 km südöstlich von Huntingdon. Er entsteht durch den Zusammenfluss zwei Quellflüsse, der Frankstown Branch und Raystown Branch. Er strömt nach Südosten, durchdringt eine Lücke in der Kette des Jacks Mountain, auf dessen Südostseite der Aughwick Creek von Süden her einmündet. An der Flanke der Bergkette entlangfließend erreicht das Gewässer Lewistown, wo der Kishacoquillas Creek mündet. Von da an windet er sich einem stets südöstlichen Kurs, nimmt den Tuscarora Creek von rechts kommend auf und bricht durch die Bergkette des Tuscarora Mountain. Nordwestlich von Newport mündet der Buffalo Creek ein, bevor sich der Juniata River etwa zwei Kilometer nordöstlich von Duncannon in den Susquehanna River ergießt, etwa 24 km nordwestlich von Harrisburg.

## Herkunft des Namens
Das Wort Juniata ist eine Verballhornung des Wortes Onayutta, deutsch etwa Monolith. Ein solcher Stein befand sich an der Stelle, wo heute die Stadt Huntingdon liegt. Der Legende nach war der Stein etwa vier Meter hoch und auf einer geglätteten Seite war die Geschichte der örtlichen Sippe der Oneida aufgezeichnet. Der Stein verschwand 1754, als der Stamm fortzog; diese sollen ihn mitgenommen haben. Die Siedler in dem Gebiet stellten einen neuen Stein auf, der jedoch 1897 zerstört wurde. Ein Fragment davon befindet sich im Museum des Juniata College.

## Geschichte
Die ersten bekannten Bewohner des Flusstals waren Indianer vom Volk der Onojutta-Haga. Später lebten hier die Lenape, bis ein von William Penn verhandelter Vertrag das Land östlich der Allegheny Ridge der weißen Besiedlung erschloss. 1755 und 1756 litten die weißen Siedler in Kittanning am Allegheny River und heftigen Angriffen und Gefangennahmen durch Lenape und Shawnee, die über den Verlust ihres Landes erbost waren. Bei den Kämpfen wurden mehr als 3000 weiße Siedler getötet. Das Niederbrennen von Fort Granville 1756 veranlasste Gouverneur John Penn zu Vergeltungsmaßnahmen gegen Lenape und Shawnee, die von Lt. Col. John Armstrong geführt wurden und zur Zerstörung von Kittanning führte.
Während des 19. Jahrhunderts wurde entlang des Flusses ein Seitenkanal gebaut, der Teil des Kanalsystems in Pennsylvania und war und in Konkurrenz zum Erie Canal stand. Der Bundesstaat verkaufte den Kanal an die Pennsylvania Railroad, die ihn 1899 nach einem schweren Hochwasser aufließ. Teile der ursprünglichen Schleusen und der Rest eines Dammes etwa zwei Kilometer südlich von Millerstown sind noch heute sichtbar.
Der Fluss ist beliebt bei Anhängern des Kanufahrens und des Fliegenfischens, speziell von Schwarzbarschen und Ictalurus punctatus. Muskellungen wurden für Sportfischer eingesetzt und sind nun ein begehrter Fang. Der Bundesstaat versucht, die einst zahlreichen Alosa sapidissima wieder anzusiedeln, deren Bestand wegen zahlreicher Dämme verschwunden war. Eine weitere zahlreich vorkommende Fischart ist der Glasaugenbarsch.
Der Gewinner des National Book Awards und des Pulitzer-Preises Galway Kinnell schrieb in dem Abschnitt „Dear Stranger, Extant in Memory by the Blue Juniata“ seines Werkes „The Book of Nightmares“ (1971) über den Fluss.

## Hydrologie
Der Fluss durchschneidet mehrere von Südwesten nach Nordosten verlaufende Bergketten, die über wiegend aus Sandstein bestehen und die Talgründe sind überwiegend Kalkstein. Mehrere der Zuflüsse sind verschmutzt, unter anderem der Kishacoquillas Creek, aber der Fluss selbst gilt nach den örtlichen Gegebenheiten als ziemlich sauber. Im Einzugsgebiet des Juniata Rivers liegen nur zwei Städte mit mehr als 10.000 Einwohnern, Altoona und Lewistown. Eine industrielle Erschließung des Gebietes wurde durch die steilen Ufer entlang großer Teile des Flusses verhindert.
Der United States Geological Survey betreibt am Fluss mehrere Pegel. In Newport beträgt die durchschnittliche jährliche Abflussmenge 206 m³/s, wobei der höchste beobachtete Wert 740 m³/s waren und die niedrigste Abflussmenge mit 38 m³/s aufgezeichnet wurde.